# Steyr Motors
Die Steyr Motors AG ist ein auf die Produktion von Dieselmotoren spezialisiertes österreichisches Unternehmen mit Sitz in Steyr.

## Geschichte
Steyr Motors entstand durch die Herauslösung aus der Steyr-Daimler-Puch AG im Jahre 1990 als Steyr Motorentechnik GmbH, damals noch im Besitz des Magna-Konzerns. Seit 2001 existiert Steyr Motors als eigenständiges Unternehmen infolge eines Management-Buyouts.
Das Sortiment umfasst prinzipiell die Familie des M1-Monoblockmotors, dessen Basis noch von der Motorensparte von Steyr-Daimler-Puch entwickelt wurde. Der Steyr-M1-Motor wird hauptsächlich mit vier oder sechs Zylindern hergestellt und findet seine Anwendung bei Motorbooten und Militärfahrzeugen.
Steyr Motors war das erste Unternehmen, das die Hybridtechnologie für Dieselmotoren im marinen Bereich einführte und in Serie produzierte. 2008 konnte Steyr Motors seinen ersten Hybridmotor präsentieren: das Steyr Hybrid Drive System (HDS), entwickelt in Zusammenarbeit mit dem niederländischen Unternehmen Mastervolt.
Die Kooperation Steyr Motors/Mastervolt ist führend im Bereich diesel-elektrischer Hybridantriebssysteme für Sport- und Freizeitboote.
Seit 2009 werden in den USA durch AM General Steyr M16-Monoblock-Motoren in Lizenz gebaut, die Helwan Diesel Engine Company ist Lizenznehmer für Steyr 4- und 6-Zylinder-Monoblockmotoren in Ägypten.
Seit 2011 gibt es eine Partnerschaft mit dem niederösterreichischen Unternehmen Austro Engine, die das Ziel verfolgt, gemeinsam Flugzeugantriebe für Propellermaschinen zu konstruieren.
Am 27. September 2012 gab das Unternehmen bekannt, zu 100 % von der chinesischen Investorengruppe Phoenix Tree HSC Investment übernommen worden zu sein.
Am 29. November 2018 beantragte das Unternehmen ein Sanierungsverfahren ohne Eigenverwaltung, als Grund wurden Liquiditätsprobleme genannt.
Nachdem das Sanierungsverfahren misslang, wurde das Unternehmen verkauft. Der neue Besitzer war der französische Rüstungskonzern Thales, der die Arbeitsplätze in Steyr erhalten wollte. Vom 1. Jänner 2020 bis September 2022 war Dieter J. Angerer der leitende Geschäftsführer der Steyr Motors Betriebs GmbH.
Am 8. September 2022 gab das Unternehmen den Kauf durch das deutsche Beteiligungsunternehmen Mutares von Thales bekannt und im November 2022 wurde Julian Cassutti als CEO eingesetzt. Am 30. Oktober 2024 erfolgte der Börsengang von Steyr Motors an der Frankfurter Xetra. Im Sommer 2025 veräußerte Mutares einen Großteil seiner Anteile. Die Aktionärsstruktur im August 2025 gestaltet sich wie folgt:
- Mutares: 23 %
- B&C-Gruppe: 20 %
- Streubesitz: 57 %

Das Geschäft von Steyr Motors profitiert in überaus großem Maße vom Rüstungsboom ab Anfang der 2020er Jahre und insbesondere im Jahr 2025. Steyr Motors ist ein Spezialist für Antrieb und Energieerzeugung –  unter anderem für Waffensysteme – und gehört damit zu den gefragtesten Rüstungstiteln.

## Produkte
Die M1-Motoren sind Monoblock-Turbodieselmotoren mit Hochdruckeinspritzdüse. Das 2-Phasen-Pumpe-Düse-Einspritzsystem erzeugt Einspritzdrücke bis zu 2200 bar. Die Steyr M1-Monoblock-Familie besteht aus vielen verschiedenen Designlösungen, um eine optimierte Abstimmung auf die jeweiligen Umweltbedingungen zu ermöglichen. Die Motoren sind robust und besitzen eine außergewöhnlich gute Kühlfähigkeit. Aufgrund ihrer Konstruktion als Monoblock sind sie kompakt und relativ leicht (weniger als 1,2 kg pro PS Nennleistung). Sie können mit Diesel (F54, EN 590ff), Kerosin (JP8/F34) oder Marinedieselöl betrieben werden.
Marine Anwendungen in Sport- und Freizeitbooten der M1-Familie machen 60 bis 70 % des Gesamtumsatzes aus. Zum Beispiel werden Steyr-Motoren in den Booten des holländischen Unternehmens Linssen Yachts eingesetzt. Auch in Motorrettungsbooten, wie dem niederländischen FRSQ 700 (M16, 230 PS), und den Boomeranger-Festrumpfschlauchbooten, wie dem RIB C-680, die von der finnischen Küstenwache eingesetzt werden, finden sich Steyr-Dieselmotoren. Gleiches gilt für die Beiboote der Rainbow Warrior von Greenpeace, die von einem Hybridmotor betrieben werden.
Verschiedene Designlösungen des M1-Motors finden sich in Bussen, Lastwagen, aber vor allem in einer Vielzahl an gepanzerten Fahrzeugen.
Das sind unter anderen AM Generals HMMWV (M16, 135 kW), Panhards VBL (M14, 95 kW), Hägglunds Bandvagn 206S (M16, 145 kW), UROVESAs URO VAMTAC (M16, 135 kW oder M14, 85 kW), Hawkei (M16, 200 kW) und Force Protections Ocelot (M16, 160 kW).

### Steyr M14
Der M14 ist ein Reihenvierzylinder mit 2,1 L Hubraum.

### Steyr M16
Der M16 ist ein Reihensechszylinder mit 3,2 L Hubraum.

### Steyr HDS
Diesel-elektrischer Parallelhybrid. Das System ermöglicht einen leisen und energiesparenden, rein-elektrischen Antrieb des Boots im Hafenbereich und stellt mittels eines Boost-Modus gleichzeitig die Leistung beider Antriebe zur Verfügung.

### Steyr Motors M12 / MO32
Neuentwickelter Zweizylindermotor mit 1067 cm³ Hubraum, der für Generatorantriebe, Range Extender und kleinere Segelboote gedacht ist.

## Auszeichnungen und Projekte
| Jahr | Award                     | Mehr Informationen |
| ---- | ------------------------- | --- |
| 2011 | Seatec Quality Award      | für Serial Hybrid development                                                                                                |
| 2010 | Innovationspreis          | Innovationspreis des Landes Oberösterreich für den 2-Zylinder-Dieselhybrid für Boote.                                        |
| 2009 | Pittmann Innovation Award | Von SAIL-Magazine vergebener Preis für Innovationen bei Segel-Produkten, hier der Steyr Motors Hybrid                        |
| 2008 | Innovationspreis          | Innovationspreis des Landes Oberösterreich für die Entwicklung eines dieselelektrischen Antriebs für Busse.                  |
| 2008 | DAME Award                | Auszeichnung des Hybridmotors auf der Wassersportfachmesse METS in Amsterdam.                                                |
| 2008 | IBEX Award                | Vergeben von der „National Marine Manufacturers Association“, Kategorie Innenbordmotoren für den Steyr Motors Hybridantrieb. |